# Wrightella superba
Wrightella superba is een zachte koraalsoort uit de familie Melithaeidae. De koraalsoort komt uit het geslacht Wrightella. Wrightella superba werd in 1919 voor het eerst wetenschappelijk beschreven door Kükenthal. 